# Kasakulle gravfält

Kasakulle gravfält i Hjortsberga socken i Ronneby kommun ligger drygt en kilometer norr om Johannishus slott. Det är ett av Blekinges största gravfält och är daterat till yngre järnålder. 
Gravfältet består av 85 fornlämningar, däribland tio skeppssättningar, åtta treuddar, 25 fyrsidiga stensättningar, omkring 15 resta stenar och 28 gravhögar. I dess västra del syns insjunkningar efter förmodade kammargravar. Den största skeppssättningen är 34 meter lång och sju meter bred och består av glest liggande klumpstenar som är upp till en meter höga. Flera skeppssättningar har kantkedjor.
Gravfältet genomskärs av en landsväg och är bevuxet med grova ekar. Arkeologiska undersökningar har genomförts på gravfältet 1885, 1927, 1974 samt 1978. 
Vid avtagsvägen till Johannishus slott söder om gravfältet ligger en skeppssättning med stora block benämnd Högsta domstolen och en domarring med ursprungligen uppallade stenar benämnd Sju konunga-stenar.